# La Vie des poissons
Pour plus de détails, voir Fiche technique et Distribution.
La Vie des poissons est un film du réalisateur chilien Matías Bize.

## Synopsis
Un jeune Chilien, Andrés (Santiago Cabrera), est de retour à Santiago après dix ans d'absence dans le but de récupérer toute cette affaire et de partir définitivement en Europe. Lors d'une fête d'un ami d'enfance, Andrés retrouve d'anciens amis de jeunesse, mais aussi son grand amour Beatriz (Blanca Lewin)...

## Fiche technique
- Titre original : La vida de los peces
- Titre français : La Vie des poissons
- Réalisation : Matías Bize
- Scénario : Matías Bize et Julio Rojas
- Direction artistique : Nicole Blanc
- Photographie : Barbara Alvarez
- Montage : Pablo Zumárraga
- Musique : Javier Estez
- Production : Adrian Solàr
- Sociétés de production : Ceneca Producciones
- Pays d'origine :  Chili et  France
- Langue : espagnol
- Durée : 84 minutes

## Distribution
- Santiago Cabrera (VF : Eric Aubrahn) : Andrés
- Blanca Lewin (VF : Laëtitia Lefebvre) : Beatriz
- Antonia Zegers : Mariana
- Victor Montero : Pablo
- Sebastián Layseca : Ignacio
- Juan Pablo Miranda : Roberto
- Luz Jiménez : Guille
- María Gracia Omegna : Carolina
- Alicia Rodríguez : Daniela
- Francisca Cárdenas : Maca
- Diego Fontecilla : Jorge

## Distinctions
- 2010 : Prix Goya du meilleur film hispano-américain
- 2010 : Nommé à la Mostra de Venise